# Costituzione greca del 1952
La Costituzione greca del 1952 era la legge fondamentale in vigore durante il Regno di Grecia appena uscito dalla guerra civile (1946-1949) fino all'avvento della Dittatura dei colonnelli. Il testo ricalcava la Costituzione del 1864 e soprattutto la Costituzione del 1911, aggiornata appunto nel gennaio 1952, che stabiliva che la Grecia fosse retta da una monarchia costituzionale. 
Il potere esecutivo era esercitato dal re, attraverso il primo ministro e dal Consiglio dei ministri; la reggenza era eventualmente assicurata dalla regina consorte. Il potere legislativo era esercitato dal Parlamento monocamerale coi suoi deputati eletti ogni quattro anni a suffragio universale e con sistema maggioritario (le donne greche furono ammesse al voto per la prima volta proprio nel 1952).
La Costituzione incorporò tutte le leggi di successione presenti nella carta del 1864. Tuttavia, introdusse un'importante innovazione: nell'articolo 45 venne aggiunta la disposizione la quale prevedeva che gli eredi maschi restassero preferiti alle donne nella successione dinastica, ma si precisava che la Corona di Grecia spettasse preferibilmente ai discendenti di ciascun re, secondo il loro ordine di nascita, dando la preferenza ai figli maschi. In altre parole, grazie a questo nuovo testo, le figlie del monarca avevamo finalmente la precedenza sui cugini maschi nell'ordine di successione al trono. Tale disposizione fu attuata nel 1964 quando Costantino II, succeduto al trono a seguito della morte del padre, re Paolo, designò come proprio erede la sorella minore Irene e non il principe Pietro di Grecia, primo cugino del padre. Con la nascita della primogenita Alessia nel 1965, il sovrano designò nuovamente come proprio erede una femmina, in questo caso sua figlia; nel 1967 nacque poi Paolo, che venne nominato principe ereditario.
La carta era composta da 114 articoli e aveva delle caratteristiche piuttosto conservatrici. Le sue innovazioni centrali furono l'esplicita istituzionalizzazione del parlamentarismo e l'estensione del diritto di voto alle donne, nonché il loro diritto di candidarsi alla carica parlamentare. 
Nel febbraio 1963 il governo di Konstantinos Karamanlis presentò una proposta per un'ampia revisione di questa Costituzione, ma rimase lettera morta. Solo pochi mesi dopo la sua presentazione, il governo si dimise e il Parlamento venne sciolto in occasione di nuove elezioni. Con l'avvento della dittatura militare, venne sostituita dalla Costituzione del 1968. Non pochi suggerimenti della proposta di Karamanlis furono poi incorporati nell'attuale Costituzione del 1975.
Dopo la caduta della Giunta militare, la Costituzione del 1952 venne provvisoriamente ripristinata dal luglio 1974 al giugno 1975, durante i mesi della transizione democratica, ad eccezione delle parti inerenti alla forma monarchica dello Stato, in attesa di essere confermata o meno dal referendum istituzionale del 1974.